# Festival de la Arepa de Huevo
El Festival de la Arepa de Huevo es un evento de preservación de la gastronomía tradicional del municipio colombiano de Luruaco, Atlántico, que se realiza desde el año 1988.

## Historia
En la primera edición celebrada en 1988 se contó con la participación de 36 mujeres portadoras de la tradición gastronómica; se desarrollaron los concursos de la arepa más grande, la más deliciosa y la elaboración más rápida de una arepa de huevo, siendo las ganadoras las señoras Calixta de Arco, Argemira Sánchez y María del Socorro Castillo, respectivamente. Desde ese año solo se ha dejado de realizar en dos oportunidades por dificultades presupuestales. 

## Desarrollo
El Festival de la Arepa de Huevo es un encuentro en torno a la preparación y degustación de este producto. El evento, que tiene una duración de tres días, consiste en reunir a cocineras que deben contar como mínimo con 5 años de experiencia en este arte culinario, ser mayor de edad y participar en taller de manipulación de alimentos, con el fin de llevar a cabo degustaciones, ventas y los siguientes concursos:
- La arepa más deliciosa.
- La arepa más grande.
- La arepa innovación.
- La arepa más pequeña.
- La arepa multiformas.

A cada participante se le suministran los ingredientes tales como maíz, huevos, aceite y carne.
Adicionalmente, se desarrolla una programación artística y cultural de la Región Caribe, con grupos de danzas, comparsas, grupos musicales, cuenteros y decimeros de la región Caribe. Se realiza igualmente el concurso de canciones inéditas y piquería dedicadas a las cocineras y su producto gastronómico.
El festival es organizado por la Asociación de Productoras de Arepa de Huevo y la Alcaldía Municipal de Luruaco.

## La arepa de huevo
La arepa de huevo es un plato típico de la Costa Caribe que tiene arraigo en Luruaco. Consiste en una arepa frita, rellena de un huevo entero. Esta preparación se encuentra en las listas para salvaguarda y protección por parte de la Gobernación del Atlántico, dada la importancia de su tradición.